# Ambiguity
Ambiguity és el 3r àlbum d'estudi pel grup alemany de metal Brainstorm, publicat el 2000. Va ser el primer amb en Andy B. Franck com a cantant.

## Llista de cançons
Totes les cançons són escrites i arranjades per Brainstorm.

Tota la lírica per Andy B. Franck.
1. Crush Depth – 6:06
2. Tear Down the Walls – 3:54
3. Beyond My Destiny – 8:41
4. Arena – 3:53
5. Coming Closer – 5:52
6. Darkest Silence – 0:54
7. Maharaja Palace – 5:27
8. Far Away – 5:47
9. Demonsion – 6:36
10. Lost Unseen – 6:14
11. Perception of Life – 4:27

Cançó extra:
1. Revenant

## Formació
- Andy B. Franck - Cantant
- Torsten Ihlenfeld - Guitarra & Veu de fons
- Milan Loncaric - Guitarra & Veu de fons
- Andreas Mailänder - Baix
- Dieter Bernert - Bateria

Font d'informació:Web Oficial de Brainstorm